# فنسنت غانيه
فنسنت غانيّه هو متزحلق حر كندي، ولد في 21 يوليو 1993 في فيكتوريا فيل في كندا.

## وصلات خارجية
- فنسنت غانيه على موقع الاتحاد الدولي للتزلج (التزلج الحر) (الإنجليزية)
- فنسنت غانيه على موقع ألعاب إكس (مؤرشف) (الإنجليزية)